# Puente Flaviano
El puente Flaviano (en francés: Pont Flavien) es un antiguo puente romano construido en la vía romana que conectaba Marsella con Arlés, en la prolongación de la vía Aurelia. Se extiende sobre el Touloubre en la entrada de Saint-Chamas, en el departamento de Bocas del Ródano. Lleva el nombre de su promotor, un tal Lucio Donnius Flavos. El puente Flaviano sido objeto de una clasificación como monumento histórico por la lista de 1840.

## Descripción
Los viajeros que accedían al puente pasaban bajo dos arcos monumentales colocados en cada lado del río. Los frisos y arquitrabes de estos arcos tienen cada uno la misma inscripción en latín local.

l. donnivs. c. f. flavos flamen. romae et.
avgvsti. testamento. fierei. ivssit. arbitratv.
c donnei, venae. et. c. attei. rvfei.
Lucio Donnio Flavos, hijo de Claudio, flamen de Roma y Augusto, ordenó por su voluntad construir este puente y estos arcos, bajo la dirección de C. Donnio Vena y C. Atio Rufo (Traducción)

## Galería de imágenes

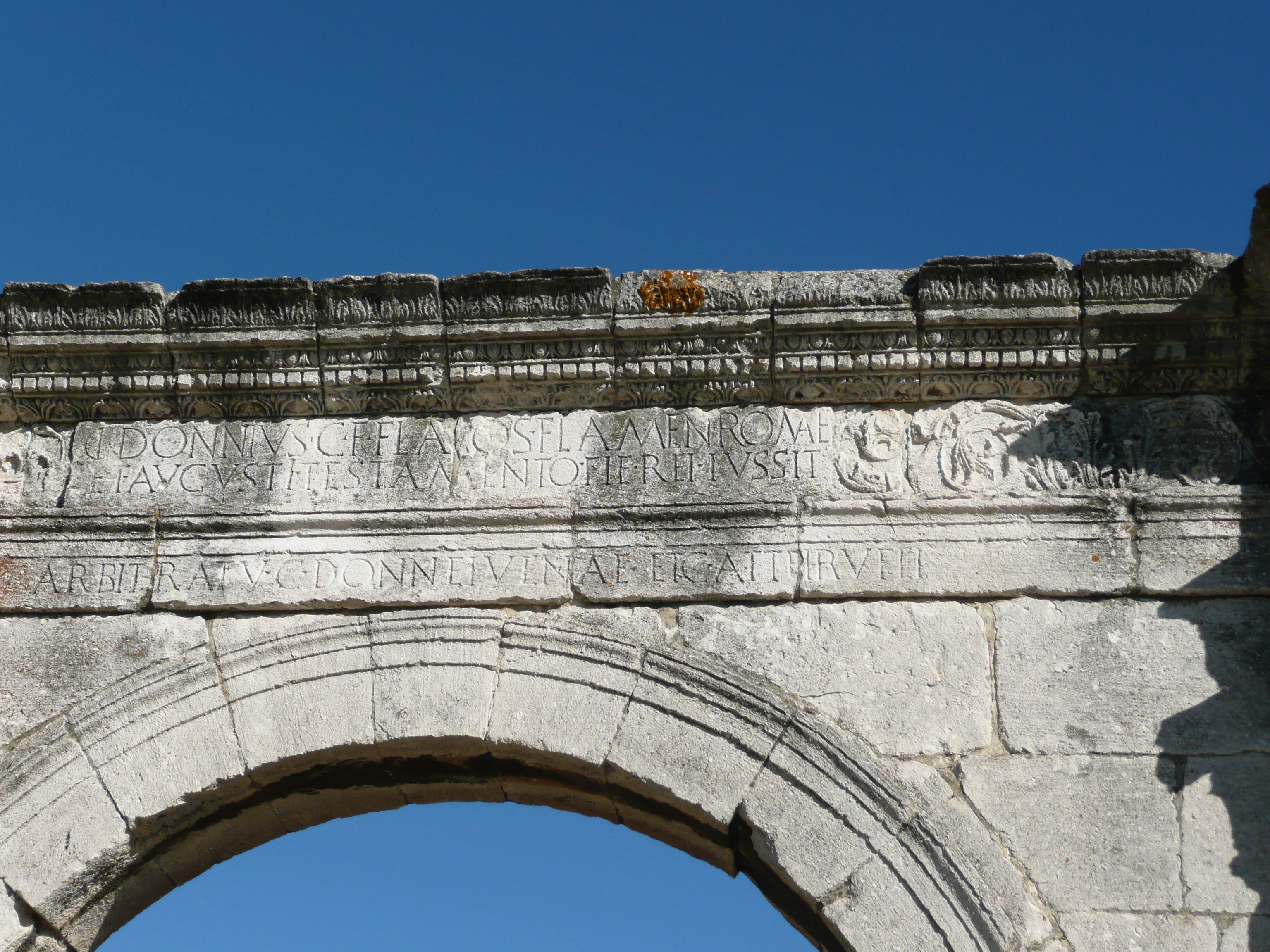
Inscription sur l'entablement à l'entrée du pont
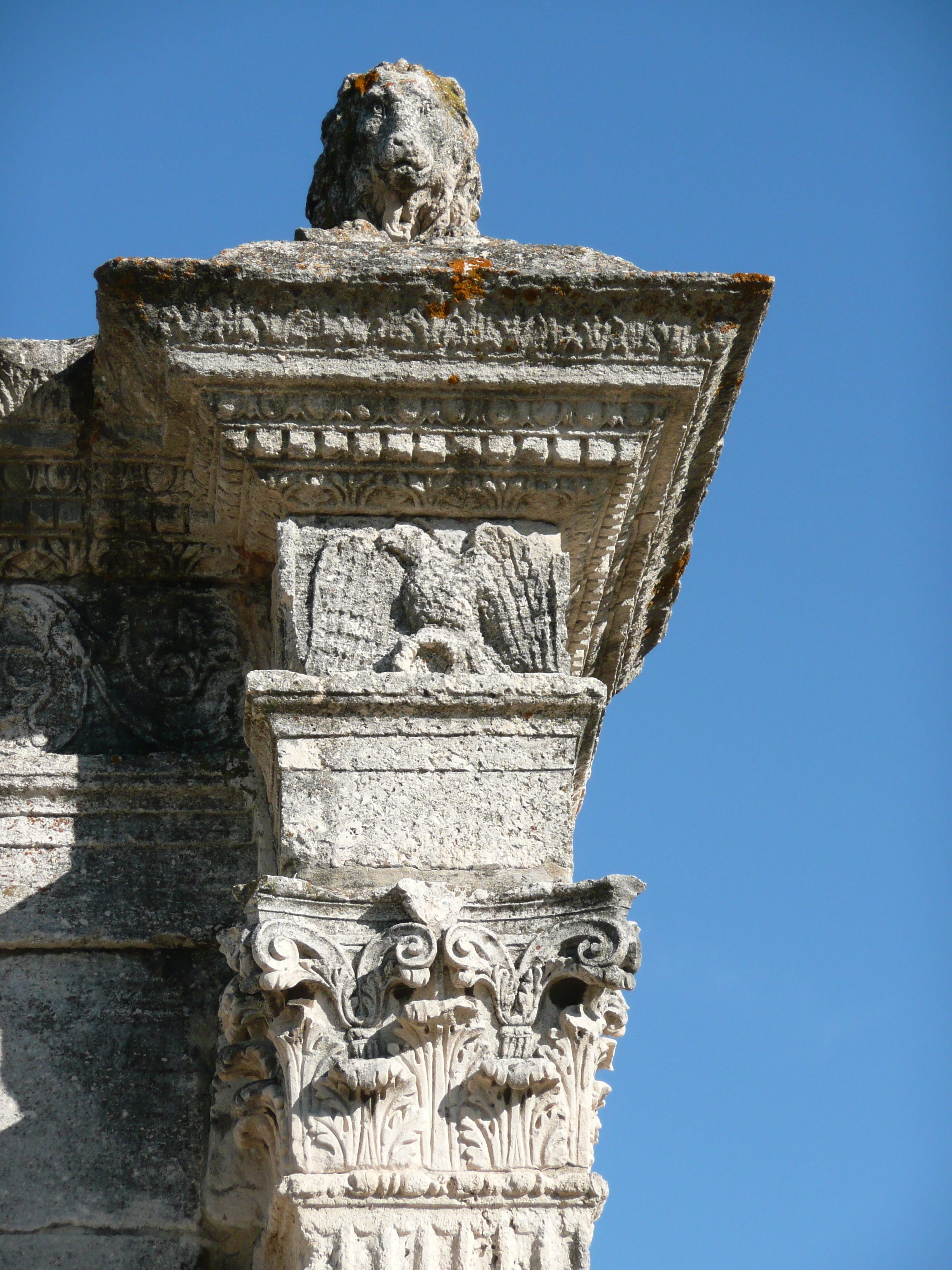
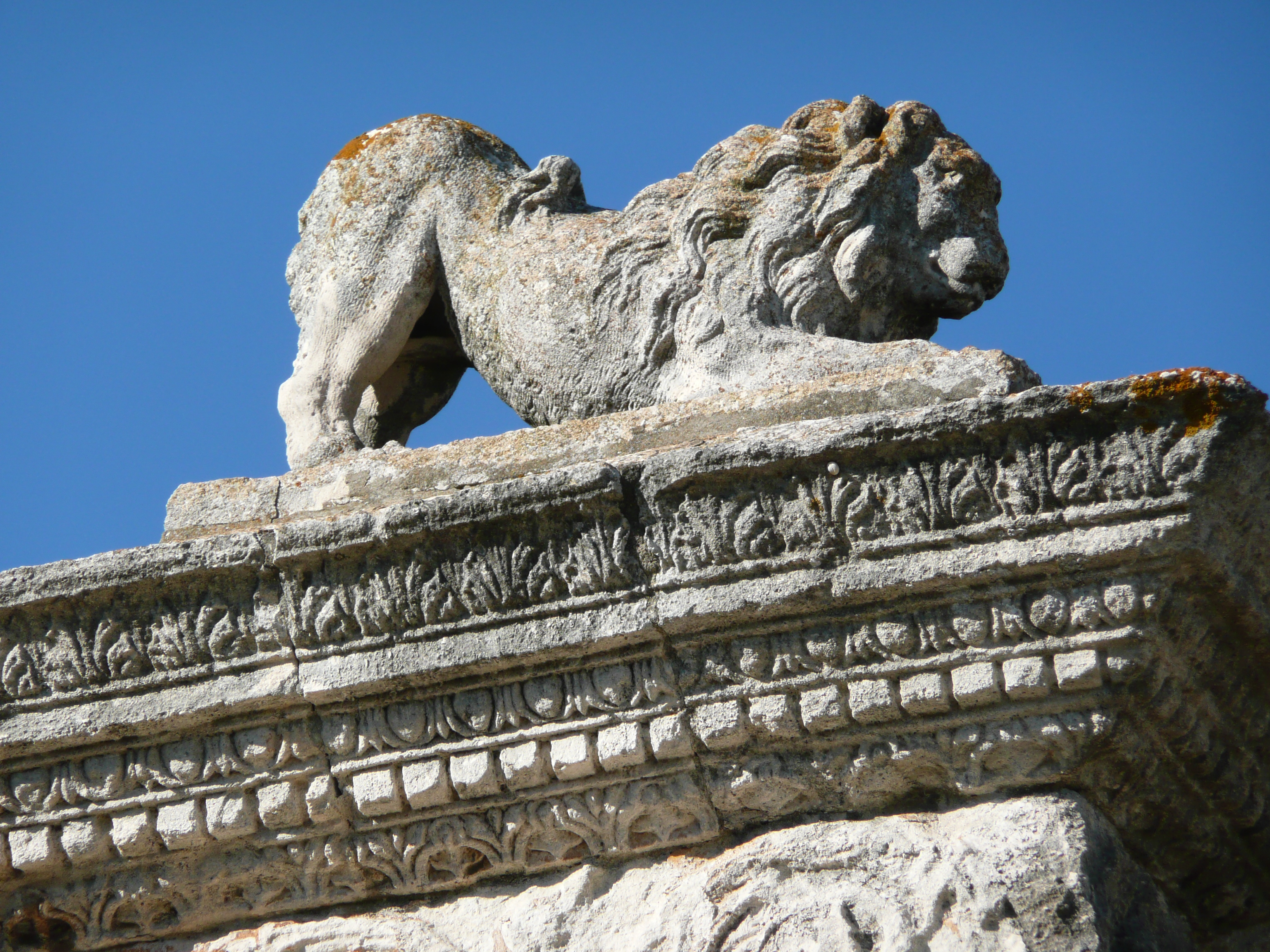
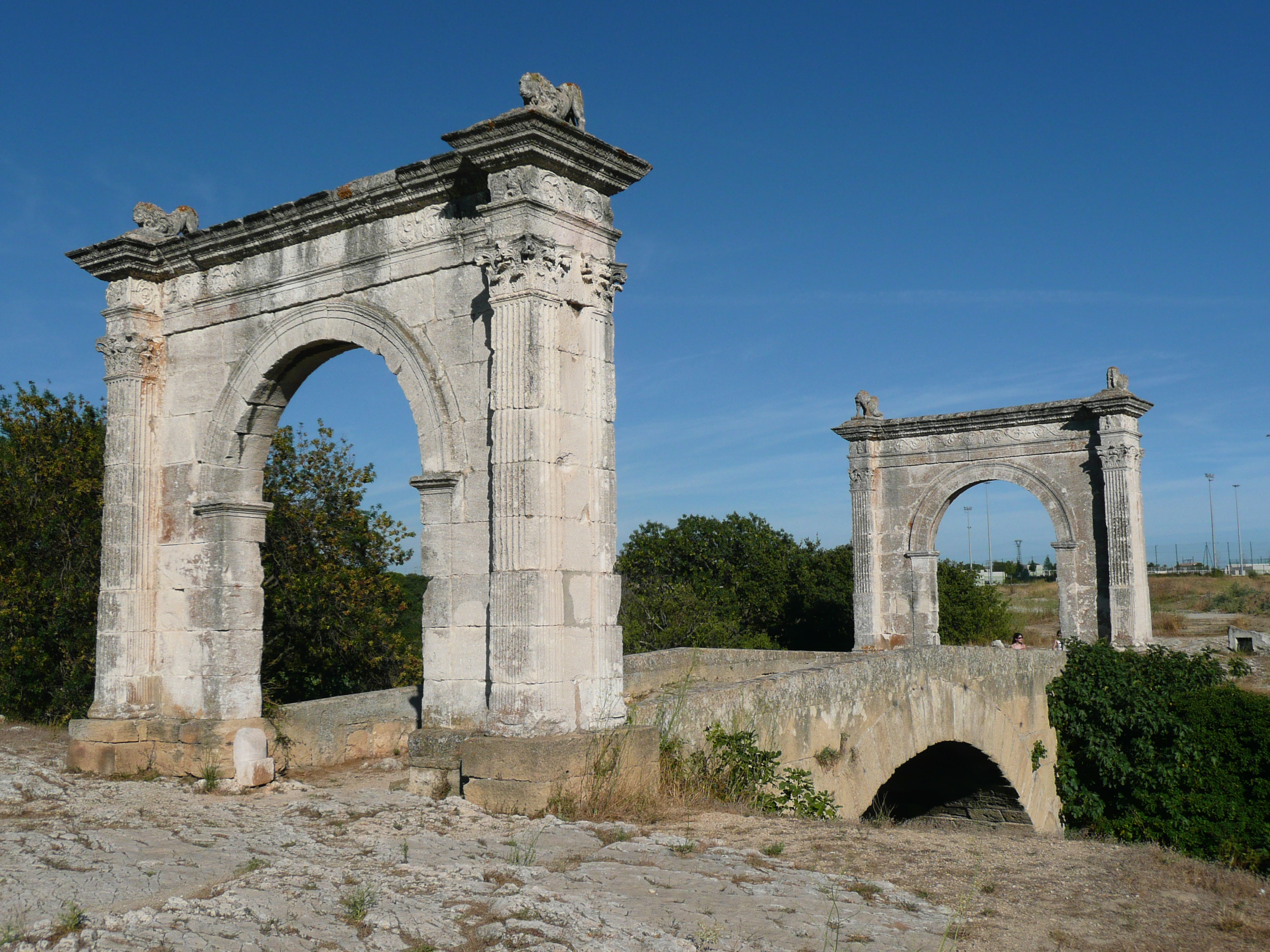